# Niederpreußisch

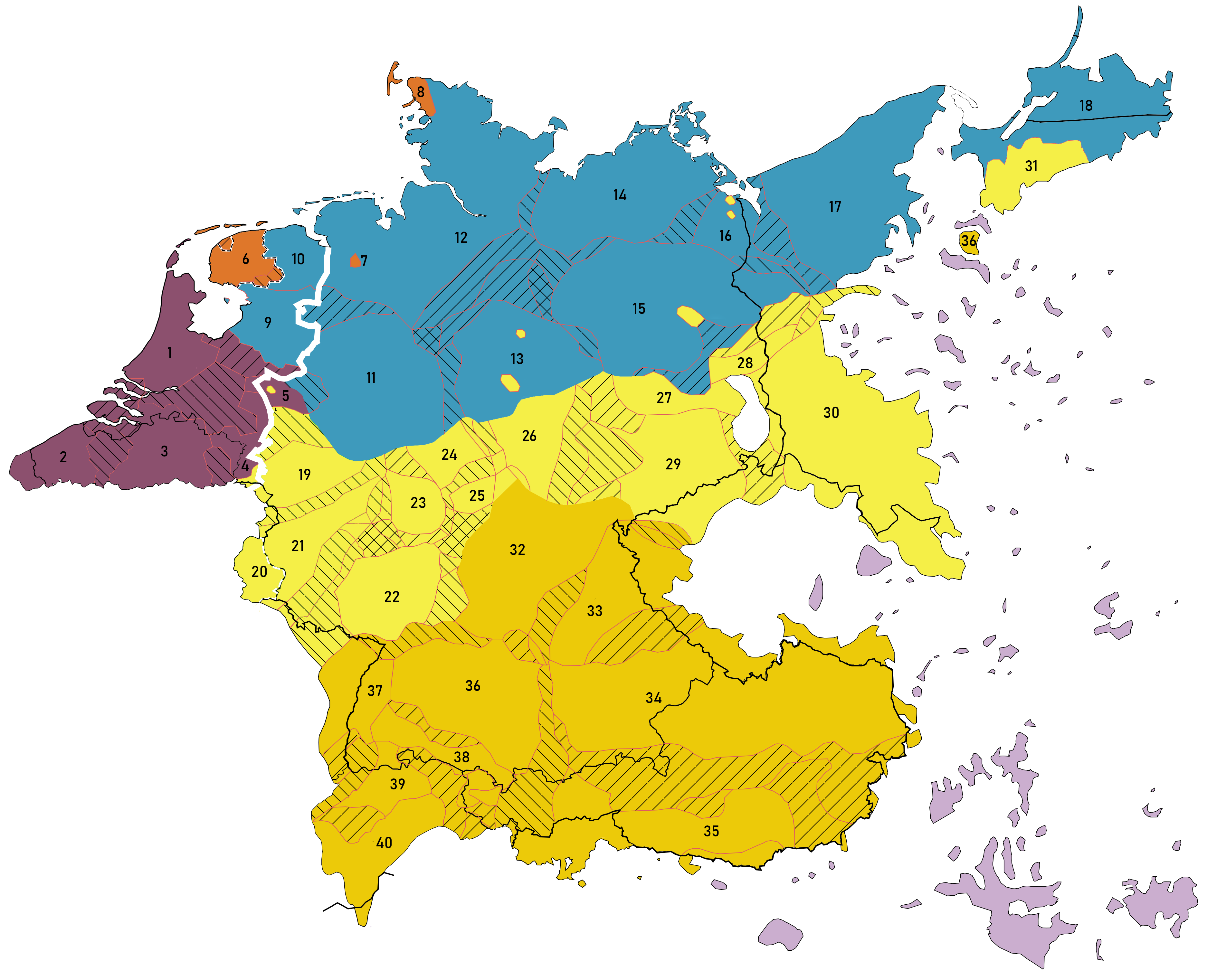
Historisches Verbreitungsgebiet des Niederpreußischen im äußeren Osten des niederdeutschen Sprachgebiets (vor 1945) in blau

Niederpreußisch ist ein Dialekt des Ostniederdeutschen, der bis 1945 in Ostpreußen, Westpreußen und Danzig gesprochen wurde. Auf baltischem Substrat verdrängte das Niederpreußische die altpreußische Sprache, die im 17. Jahrhundert ausstarb.

## Einordnung
Niederpreußisch steht sprachwissenschaftlich im Kontrast zu den Dialekten mitteldeutscher Einwanderer (vor allem aus Schlesien), hauptsächlich in das Ermland, deren Dialekte Hochpreußisch genannt werden. Die spätere Einwanderung von Salzburger Exulanten im 18. Jahrhundert hat, bis auf einige Vokabeln, kaum Dialektspuren hinterlassen. Das Niederpreußische war nach 1945 mit dem Aussterben der sogenannten Erlebnisgeneration dem Untergang geweiht, da der Großteil der Niederpreußischsprecher zu Kriegsende aus Ostpreußen floh oder von dort bis 1948 vertrieben wurde. Die folgenden Generationen übernahmen teilweise den Dialekt der neuen Heimat (bzw. sprechen regional gefärbtes Hochdeutsch), und die wenigen in Ostpreußen Verbliebenen konnten ihren Heimatdialekt kaum sprechen, da sie sich sonst Repressionen aufgrund ihrer Herkunft ausgesetzt hätten. Bisweilen blieben einzelne Worte im familiären Wortschatz bis heute in Gebrauch, z. B. Lorbas und Marjell (siehe Wortbeispiele). Noch immer scheinen einzelne Sprecher des Niederpreußischen zu leben, eine Publikation aus jüngerer Zeit ist eine teilweise Bibelübersetzung von 2021 durch Werner Gitt, geboren 1937 in Ostpreußen. Jedoch dürfte die Generation der im Krieg Geborenen die letzte Sprechergeneration sein.
Basierend auf dem Niederpreußischen entwickelte sich Plautdietsch, die Sprache der weltweit verstreut lebenden Russlandmennoniten. Heute wird es noch von etwa einer halben Million Menschen gesprochen. Die Russlandmennoniten sind Ende des 18. Jahrhunderts aus dem Weichselmündungsgebiet nach Südrussland (in die heutige Ukraine) und von dort in alle Welt ausgewandert.

## Sprachliche Merkmale
Von den übrigen ostniederdeutschen Dialekten unterscheidet sich das Niederpreußische vor allem durch viele Gemeinsamkeiten in Phonetik, Grammatik und Wortschatz mit dem Hochpreußischen.
Die wichtigsten „Borussozismen“ sind:
- Ausfall des -n im Infinitiv – nach H. Frischbier nur in Ostpreußen und nicht in Westpreußen[3]
- Beibehaltung des ge- im Partizip Perfekt (Fritz Reuter: Hei is lopen; Ostpreußen: He is gelope)
- Entrundung (Kenig, Brieder, Fraide, Kraiter für Standarddeutsch König, Brüder, Freude, Kräuter)
- Überoffene Aussprache des e (schnall, ack)
- Vorliebe für Verkleinerungssilben (de lewe Gottke und hochpreußisch kommche, duche, Briefchedräger) – umlautlose Verkleinerungsformen (hochpreußisch Hundche, Katzche, Mutterche)
- nuscht für Standarddeutsch nichts

## Gliederung des Niederpreußischen (von Westen nach Osten)
1. Mundart des Weichselmündungsgebietes (Danzig)
2. Mundart der Weichselwerder
3. Nehrungsmundart: Mundart der Frischen Nehrung und der Danziger Nehrung (Binnennehrung)
4. Mundart der Elbinger Höhe
5. Käslausch[4]
  1. Mundart des Kürzungsgebietes am Frischen Haff (um Braunsberg und Frauenburg)
  2. Westkäslausch (um Mehlsack, nördlich der hochpreußischen Mundartinsel)
  3. Ostkäslausch (um Rössel und Bischofstein, östlich der hochpreußischen Mundartinsel)
6. Natangisch-Bartisch (zwischen Pregeltal, Frischem Haff und ermländischer Nordostgrenze, s. a. Natangen)
7. westsamländische Mundart (westliche Hälfte der Halbinsel Samland)
8. ostsamländische Mundart (östliches Samland zwischen Pregel und Kurischem Haff)
9. Mundart des Ostgebietes (zwischen dem Memelfluss, der litauischen Grenze und Masuren)

## Aus dem ostpreußischen Wortschatz
Bei den hier aufgeführten Worten handelt es sich in vielen Fällen um Lehnworte aus den baltischen Sprachen, so dem Altpreußischen, Litauischen oder Nehrungskurischen, oder aus dem Polnischen bzw. dem Masurischen. Diese sind für die ostpreußischen Dialekte typisch oder eigentümlich und wurden zum Teil auch im hochdeutschen Sprachmilieu der Region verwendet.
- Alus – Bier (nur vereinzelt; altpreußischer, prußischer Herkunft)
- Bowke – mutwilliger kecker Bursche (bowa: Spiel, Unterhaltung, Kurzweil)
- dätsch – dumm, unerfahren (dečios: Nestgelege)
- Dubs – Gesäß (dubris: tiefe Stelle)
- Flins – Pfannkuchen (plinxne: Fladen)
- Gnaschel – kleiner unbedeutender Mensch, auch Kind (gnaužos: zurückgeblieben, stimmhaft zu sprechen, wie das zweite g in Garage)
- jankere – Appetit auf etwas haben; schmachten (janka: mit Lust etwas wünschen)
- Kobbel – Stute (kobele)
- kopskiekeln – siehe Kopskiekelwein
- Kujel – männliches Schwein (kuilis, tuilis: Eber)
- Lorbas – ungeschlachter flegelhafter Mensch, aber auch liebevoll Lümmel, ungezogener frecher Junge (lorbe: in die Erde gehauener Keil zum Abstützen eines Gerüsts, Hauklotz)
- Marjell, Margelle, Merjell, Mergel – Mädchen (mērgan, margellu: Mädchen, Jungfrau, Magd, ‚j‘ ist hier ein stimmhafter Kehllaut)[5]
- Panewka – (Brat-)Pfanne
- Pungel – Beutel (pungulis: Bündel)
- schabbern – reden (žaberoti: plappern, schwatzen, ‚sch‘ wie das zweite g in Garage)
- Schischke – Tannen- oder Kiefernzapfen (šiške, Singular)
- Schucke – Kartoffel(n) (šukenes: Keulenpilz, Singular und Plural)
- Wittine – flaches, roh gebautes Flussschiff

## GedichtKlingelschleede
Die in Natangen verwurzelte Schriftstellerin Erminia von Olfers-Batocki (1876–1954) schrieb das volkstümliche Gedicht Klingelschleede über die Kinder und den Klingelschlitten:
| Ek häbb e kleen Perdke, ek häbb ok e Pitsch, Un e jrinlachtje Schleede, jewt dat e Jejlitsch! Erscht Schnee is jefalle, rasch, Schimmelke vör! Nu foahre wi Schleede, de kriez un de quer! De Mitz uppe Kopp un de Feet mangket Stroh, Fief Klingere am Schleede, dat bimmelt man so! De Pitsch inner Fust un de Lien inne Händ, Klinglustig! Doa kome de Kinder jerennt. Un jederer schorrt, dat he upspringe kann! He, Junges! Marjelles! Nu kick eener an! Min Schemmel jait lustig met „Hussa“ un „Hopp!“ Juch! Schneeballkes suse em äwere Kopp. Nu lustig, ju Kinder, inne Schleede krupt rin, To Gast kimmt de Winder, dem klingre wi in. | Ich hab’ ein kleines Pferdchen, ich hab’ auch eine Peitsche, Und einen grünlackierten(?) Schlitten, gibt das ein Geglitsch! Erster Schnee ist gefallen, schnell, Schimmelchen (da)vor! Nun fahren wir Schlitten, kreuz und quer! Die Mütze auf dem Kopf, und die Füße im Stroh, Fünf Glocken am Schlitten, das klingelt nur so! Die Peitsche in der Faust und die Leine in der Hand, Klinglustig! Da kommen die Kinder gerannt. Und jeder stapft, dass er aufspringen kann! He, Jungs! Mädchen! Nun schau einer an! Mein Schimmel geht lustig mit „Hussa“ un „Hopp!“ Huch! Schneebällchen sausen ihm über den Kopf. Nun lustig, ihr Kinder, in den Schlitten kriecht hinein, Zu Gast kommt der Winter, dem klingeln wir ein. |

## Wörterbücher
Als Preußisches Wörterbuch werden mehrere Wörterbücher aus dem 18. bis 21. Jahrhundert bezeichnet.

## Tonträger
- Ostpreussen lügen nie! Rudi Meitsch erzählt Wippchen und dumme Nuschten aus der Heimat.  Rautenberg, Leer [um 1984].[7]
- Humor’chen aus Ostpreußen. Gedichtchen, Anekdoten, Dammeleien. Rudi Meitsch erzählt vom Bullenball in Insterburg, dem Flohche, vom dicken Buttgereit und vielem mehr (Heiteres aus Ostpreußen). CD. Rautenberg, Leer [um 2002].
- Werner Gitt (2021), Das Evangelium nach Johannes, Kapitel 1–3 (Podcast)[8]

## Plattdeutsche Autoren aus dem Sprachgebiet
- Robert Dorr (1835–1919)
- Alfred Lau (1898–1971)
- Robert Lutkat (1846–1924), kaiserlicher Dialektrezitator
- Erminia von Olfers-Batocki (1876–1954)
- Wilhelm Reichermann (1845–1920)
- Rudolf Reusch (1810–1871/1872)
- August Schukat (1891–1977)
- Arno Surminski (1934–)